# Misythus echinatus
Misythus echinatus är en insektsart som först beskrevs av Carl Stål 1877.  Misythus echinatus ingår i släktet Misythus och familjen torngräshoppor. Inga underarter finns listade i Catalogue of Life.